# Gottfried de Hohenlohe-Langenbourg
Titre
Prince de Hohenlohe-Langenbourg
11 décembre 1950 – 11 mai 1960
(9 ans et 5 mois)
Gottfried ou Godefroy de Hohenlohe-Langenbourg (allemand : Gottfried zu Hohenlohe-Langenburg), 8e prince de Hohenlohe-Langenbourg, est né le 24 mars 1897 à Langenbourg, dans l'Empire allemand, et mort le 11 mai 1960 à Langenbourg, en Allemagne de l'Ouest. Chef de la maison de Hohenlohe-Langenbourg de 1950 à 1960, c'est un aristocrate allemand un temps lié au régime nazi.

## Famille
Gottfried est le fils aîné d'Ernest II de Hohenlohe-Langenbourg (1863-1950), prince de Hohenlohe-Langenbourg (1913-1960) et régent du duché de Saxe-Cobourg-Gotha (1900-1905), et de son épouse la princesse Alexandra de Saxe-Cobourg-Gotha (1878-1942). Par son père, il descend d'Hermann de Hohenlohe-Langenbourg (1832-1913), prince de Hohenlohe-Langenbourg (1860-1913) et gouverneur d'Alsace-Lorraine (1894-1907), et de son épouse la princesse Léopoldine de Bade (1837-1903). Par sa mère, il a pour grands-parents le duc Alfred Ier de Saxe-Cobourg et Gotha (1844-1900) et la grande-duchesse Maria Alexandrovna de Russie (1853-1920).
Le 20 avril 1931, Gottfried épouse, à Langenbourg, la princesse Marguerite de Grèce (1905-1981), fille aînée du prince André de Grèce (1882-1944) et de sa femme la princesse Alice de Battenberg (1885-1969). De ce mariage naissent six enfants : 
- Une fille (mort-née le 3 décembre 1933) ;
- Kraft de Hohenlohe-Langenbourg (1935-2004), prince de Hohenlohe-Langenbourg, qui épouse, en 1965, la princesse Charlotte de Croÿ (1938), avant de divorcer, en 1990, et de se remarier, en 1992, à Irma Pospesch (1946) ;
- Béatrice de Hohenlohe-Langenbourg (1936-1997), princesse de Hohenlohe-Langenbourg ;
- Andreas de Hohenlohe-Langenbourg (1938-2021)[1], prince de Hohenlohe-Langenbourg, qui s'unit, en 1969, à la princesse Louise de Schönbourg-Waldenbourg (1943). Ils ont deux filles : 
  - Katharina de Hohenlohe-Langenbourg (1972), princesse de Hohenlohe-Langenbourg, qui épouse, en 2002, le prince Nikolaus de Waldeck-Pyrmont ;
  - Tatiana de Hohenlohe-Langenbourg (1975), princesse de Hohenlohe-Langenbourg, qui épouse, en 2010, Hubertus Christian Stephan (1970-2018) le 10 septembre 2010.
- Rupprecht de Hohenlohe-Langenbourg (1944-1978), prince de Hohenlohe-Langenbourg ;
- Albrecht de Hohenlohe-Langenbourg (1944-1992), prince de Hohenlohe-Langenbourg, qui épouse, en 1976, Maria-Hildegard Fischer. Ils ont un fils: 
  - Ludwig de Hohenlohe-Langenbourg (1976), prince de Hohenlohe-Langenbourg.

## Biographie

### Jeunesse et formation
Fils aîné du prince Ernest II de Hohenlohe-Langenbourg et de la princesse Alexandra de Saxe-Cobourg-Gotha, Gottfried naît le 24 mars 1897 au château de Langenbourg. Il passe néanmoins la majeure partie de son enfance et de son adolescence à Cobourg, où son père est régent du duché de 1900 à 1905.
Engagé dans l'armée allemande en 1915, Gottfried y reste jusqu'en 1919[réf. nécessaire]. Après la Première Guerre mondiale, le prince étudie l'économie pendant deux semestres à l'Université de Heidelberg. Il réalise ensuite un apprentissage commercial à Berlin (1920-1921) avant de faire un stage dans une banque à Munich (1922-1923). Pendant les années qui suivent, il travaille pour diverses entreprises et banques internationales[réf. nécessaire].

### Relations sentimentales
Parti aux États-Unis avec sa tante, la reine Marie de Roumanie, en 1926, il y fait la connaissance de Gloria Morgan Vanderbilt, veuve du millionnaire Reginald Claypoole Vanderbilt. Les deux jeunes gens tombent amoureux et Gottfried obtient la bénédiction de ses parents pour épouser l'héritière américaine. Cependant, Gloria risquant de perdre la garde de sa fille en se remariant, le projet est bientôt abandonné et le couple se sépare, tout en conservant des relations amicales,.
Finalement, Gottfried épouse, en 1931, la princesse Marguerite de Grèce, qui descend comme lui de la reine Victoria du Royaume-Uni. Au fil des années, le couple donne naissance à cinq enfants, dont des jumeaux. 
Gloria Morgan Vanderbilt ne tarde cependant pas à refaire surface dans la vie du prince. En 1934, la jeune femme est poursuivie par sa belle-famille, qui réclame la garde de sa fille. Accusé d'avoir eu une attitude inconvenante avec Gloria Morgan Vanderbilt, Gottfried retourne à New York avec sa femme pour y témoigner de la moralité de son ancienne compagne,. Gottfried et Marguerite font alors la une de la presse américaine, mais leur notoriété n'empêche pas Gloria Morgan Vanderbilt de perdre son procès.

### Sous le Troisième Reich
Suivant l'exemple de son père, qui a adhéré au parti national-socialiste en 1936, Gottfried rejoint le mouvement fondé par Adolf Hitler en même temps que son épouse, deux de ses sœurs (Irma et Maria-Mélita de Hohenlohe-Langenbourg), deux beaux-frères (Georges-Donatus de Hesse-Darmstadt et  Frédéric de Schleswig-Holstein) et une belle-sœur (Cécile de Grèce) le 1er mai 1937. Par la suite, Gottfried utilise ses connexions familiales pour favoriser le rapprochement du Troisième Reich et du Royaume-Uni. Enrôlé dans la Wehrmacht, le prince Gottfried participe également à l'invasion de l'Autriche en 1938.
Pendant la Seconde Guerre mondiale, Gottfried sert comme commandant d'une unité de reconnaissance sur le front de l'Est, où il est grièvement blessé. Démis de l'armée à la suite du « décret sur les personnes internationalement connectées », en 1944, le prince revient à Langenbourg, où il transforme le château familial en hôpital, avant d'y accueillir des réfugiés. La théorie qui circule régulièrement dans la presse anglo-saxonne selon laquelle Gottfried aurait été renvoyé de l'armée à cause de sa participation au complot organisé contre Hitler en 1944,, n'est par contre pas avérée.

### Chef des Hohenlohe-Langenbourg
Après la Seconde Guerre mondiale, Gottfried exerce provisoirement la fonction de landrat de Crailsheim,.
En décembre 1950, le prince Ernest II trouve la mort et Gottfried lui succède à la tête de la maison de Hohenlohe-Langenbourg. Le prince hérite alors d'une fortune conséquente, composée de terres agricoles et de forêts, mais aussi de deux châteaux (Langenbourg et Weikersheim) très coûteux à entretenir. Désireux de diversifier ses revenus, Gottfried s'associe à plusieurs aristocrates pour fonder une société d'importation de bois. Le prince cherche en outre à développer le tourisme dans l'ancienne principauté de Hohenlohe-Langenbourg. Après avoir ouvert une cafétéria dans les jardins du château de Langenbourg, il transforme une aile de celui-ci en chambres d'hôtes pour étrangers fortunés,.
Entre 1953 et 1960, Gottfried préside l'Automobile-club d'Allemagne. Il participe en outre à différentes organisations liées au territoire de l'ancienne principauté de Hohenlohe-Langenbourg[réf. nécessaire].
À la fin des années 1950, l'état de santé de Gottfried se dégrade et il meurt le 11 mai 1960, faisant du prince Kraft le nouveau chef de la maison de Hohenlohe-Langenbourg. Gottfried est enterré au mausolée des Hohenlohe-Langenbourg.

## Presse en ligne
- (de) « In guter Erinnerung », Hohenloher Tagblatt,‎ 11 mai 2010 (lire en ligne).